# Noncello
Noncello (za antike zvan Naone) je rijeka na istoku Sjeverne Italije u pokrajini Furlanija-Julijska krajina, duga 15 km koja u cijelosti teče kroz tok pokrajinu Pordenone.

## Zemljopisne karakteristike
Noncello ima dva izvora kod Cordenonsa  (danas predgrađe Pordenonea) koji se spajaju lijevo od Pordenonea, i teku dalje prema jugu kao Noncello. Desetak kilometara dalje kod mjesta Prata di Pordenone (Visinale) Noncello ima ušće u rijeku Meduna kao njezina desna pritoka.
Noncello je bio važan za razvoj Pordenonea, koji se i razvio kao riječna luka i trgovište u srednjem vijeku, i čije ime također vuče korijen od Noncella (latinsko ime grada bilo je Portus Naonis =luka na rijeci Naone).
Preko Noncella i rijeka Meduna i Livenza iz Pordenonea se moglo doploviti do Venecije i Jadranskog mora.
U srednjovjekovnim dokumentima rijeka se spominje pod imenima Naunzel i Naun. Od 12. stoljeća postoji luka na Noncellu u Podenoneu, koja je kasnije izmještena oko 3 km nizvodno. Od 17. stoljeća plovidbu po Noncellu regulira Mletačka Republika, koja je za iskrcavanje brodova iz Pordenonea odredila ugljenarsku rivu (riva del carbon) 30. ožujka 1616. Pred kraj stoljeća 27. siječnja 1690. dozvolila im je da pristaju na željeznoj rivi kod Rialta puno bliže centru.
Od 1672. brodovi s putnicima su redovito plovili za Veneciju, brod je iz Pordenonea kretao u subotu, a do Venecije koja je udaljena je oko 150 km riječnim putem stizao je u utorak u četiri sata ujutro. Čak se je i poštanski promet odvijao rijekom.
Promet Noncellom počeo je jenavati nakon pada Mletačke Republike, još veći udarac bio je dolazak željeznice u Pordenone 1855., od tad se Noncellom prevozio samo teret do polovice 20. stoljeća.
Danas je dio rijeke kod Pordenonea Park prirode.

## Vanjske poveznice
- Fiume Noncello o Naone (Fiumi Italiani) (tal.)
- Fotografije rijeke Noncello  Arhivirana inačica izvorne stranice od 5. ožujka 2016. (Wayback Machine)